# 柳生拓哉
柳生 拓哉（やぎゅう たくや、1988年4月25日-）は、日本の男性俳優、声優。千葉県出身。演劇集団 円所属。

## 経歴
2012年、円演劇研究所に入所。 2014年、演劇集団円会員に昇格。

## 人物
趣味はサッカー、特技はライフセーバー。資格は普通免許所持。身長188センチメートル。

## 出演

### テレビドラマ
- 永遠の0[2]（2015年）

### 映画
- クリーピー　偽りの隣人（2016年）[2][4]

### テレビアニメ
- 夜のクラゲは泳げない（2024年、警察官）

### 劇場アニメ
- きみと、波にのれたら（2019年、男⑧）[4]
- 君たちはどう生きるか（2023年）[4]

### 吹き替え

#### 映画
- 猿の惑星/キングダム[3]
- ソニック×シャドウ TOKYO MISSION
- バイオハザード: ウェルカム・トゥ・ラクーンシティ
- バッドボーイズ RIDE OR DIE
- フォールガイ
- MEG ザ・モンスターズ2（船員Ａ 他）
- モキシー 〜私たちのムーブメント〜（ジェイソン〈ジョシュア・ダーネル・ウォーカー〉）

#### ドラマ
- NCIS: ハワイ

#### アニメ
- ガーディアンと魔法の虎
- つよいぞ!のりものモンスター（スウィープス）[3]
- ねこのガーフィールド
- リンダはチキンがたべたい!（2023年、セルジュ）[4]

### 舞台
- わが町[2]
- そして、飯島くんしかいなくなった[2]（2015年）
- 8・12～白球～[2]（2015年）
- NODA・MAP 逆鱗（2016年）[3][2]
- 深夜2時～ドイツ現代戯曲を読む～（2017年）[3]
- 妊婦様（2017年）[3]
- 特別攻撃隊 回天 たからモノ（2018年）[3]
- NODA・MAP Q（2019年）[3]
- 花園（2019年）[3]
- オペラ椿姫（2020年）[3]
- 諸国を遍歴する二人の騎士の物語（2023年）[3]
- NODA・MAP 兎、波を走る（2023年）[3]